# Kauman Lor
Kauman Lor is een bestuurslaag in het regentschap Semarang van de provincie Midden-Java, Indonesië. Kauman Lor telt 2348 inwoners (volkstelling 2010).